# Addys Mercedes
|  | Per a altres significats, vegeu «Mercedes (desambiguació)». |

Addys Mercedes, anteriorment "Addys D'Mercedes", és una cantant i compositora cubana. Va néixer a Moa, província d'Holguín (Cuba).
El 1993 va traslladar-se a Düsseldorf, Essen (Alemanya) i a Tenerife.

## Anys de joventut
Addys va néixer en una ciutat a l'est de la província de Holguín. Als 10 anys, havia après un ampli repertori: des de cançons cubanes fins a boleros, ranxeres mexicanes fins a cançons pop americanes.
Als 15 anys, Addys va començar a actuar amb la seva primera banda professional Timbre Latino. Poc després, la banda d'èxit nacional "Los Neiras" li va demanar que s'unís a ells.
Amb 18 anys, Addys va passar a formar part d'una banda de recent fundació amb un concert diari a la zona turística de Guardalavaca. Durant el període especial, quan el menjar era difícil d'aconseguir, aquest era el concert amb què tots els músics somiaven. Tenia una habitació a l'hotel i estava totalment atesa. Amb la quota i els sous propis que va fer, va poder mantenir la seva família.
El 1993, Addys va ser convidat a Alemanya i ràpidament va aprendre alemany. Va fundar el seu primer trio i va començar a escriure les seves pròpies cançons. Visitava regularment la seva família a Cuba, però també absorbia les noves influències de la seva nova llar.

## Carrera musical
El 1999 es va traslladar a Düsseldorf i va signar pel segell "Media Luna". Va començar la producció del seu àlbum debut que es va gravar principalment a l'Havana amb amics músics de la seva ciutat natal. Raúl Planas va ser un convidat especial a l'enregistrament.
Mundo Nuevo va ser llançat l'any 2001 pel segell Media Luna (Warner) i es va convertir en un gran èxit als mitjans europeus.
L'any 2003, Addys va publicar el seu segon disc, Nomad (Media Luna / Sony), gravat a Alemanya i Barcelona i va barrejar les seves arrels cubanes amb elements electrònics. Va actuar en nombrosos concerts i va fer gires per 16 països europeus, compartint escenari amb artistes com Eric Clapton, Bob Geldof, Mike Rutherford, Gary Brooker, Ringo Starr, Juan Luis Guerra, Compay Segundo i Tito Nieves.
Es van fer singles i videoclips per a les seves cançons Mundo Nuevo, Gitana Loca i Esa Voz. A més dels àlbums produïts per Cae Davis, el seu segell "Media Luna" va publicar diversos remixes dels DJs Andry Nalin (Afro D'Mercedes), Ramon Zenker (Cha Ka Cha), Tony Brown (Mundo Nuevo), Guido Craveiro (Cry It Out), i 4tune Twins (Oye Colombia).
Del 2005 al 2011, Addys va viure a Alemanya i l'illa canària de Tenerife. A Espanya va aparèixer amb freqüència a la televisió i va actuar a les televisions nacionals com Antena3, Tele5, MTV i altres emissores locals.
Des del 2011, Addys viu a Essen, Alemanya. Aquell maig es va publicar el seu nou senzill Sabado Roto. Produït per Cae Davis i Pomez di Lorenzo (Sasha, Dick Brave), Sabado Roto és el primer senzill del tercer àlbum que Addys va publicar l'any 2012. A diferència del seu darrer disc Nomad, els elements electrònics van desaparèixer completament. Acompanyat de mandolines, ukeleles i un ''Tres cubà'', Addys canta un dissabte plujós a l'estiu, un Sabado Roto (dissabte trencat).
A més dels espectacles amb la seva banda, Addys va iniciar un trio amb Pomez di Lorenzo (guitarra) i Cae Davis (baix) sota el nom d'"En Casa de Addys". En ella, Addys aporta la veu i també toca la guitarra, el caixó i instruments de percussió cubans com ara les maraques, güiro i bastons. Durant la seva gira de primavera de 2 mesos l'any 2012, va estar acompanyada per la seva filla Lia al violí, que era estudiant de primer cicle a la Universitat de Folkwang.

## Discografia

### Àlbums
- Mundo Nuevo (2001 Media Luna)
- Nomad (2003 Media Luna)
- Addys (2012 Media Luna)

### Singles i Vídeos
- Mundo Nuevo (2001 Media Luna)
- Gitana Loca (2005 Media Luna)
- Esa Voz (2005 Media Luna)
- Sabado Roto (2011 Media Luna)
- Hollywood (2012 Media Luna)
- Gigolo (2012 Media Luna)

### Remixes
- Latin house, ragga, deep house -
- Mundo Nuevo (Tony Brown - Media Luna)
- Gitana Loca (Tony Brown - Media Luna)
- Esa Voz (4tune twins - Media Luna)
- Afro D'Mercedes (Andry Nalin - Media Luna)
- Oye Colombia (4tune twins - Media Luna)
- Cry It Out (Guido Craveiro - Media Luna)
- Cha Ka Cha (Ramon Zenker - Media Luna)